# مايا هيراساوا
مايا هيراساوا (بالسويدية: Maia Hirasawa)‏ هي كاتبة غنائية ومغنية وعازفة بيانو سويدية، ولدت في 5 مايو 1980 في بلدية سولنتونا في السويد.

## وصلات خارجية
- الموقع الرسمي
- مايا هيراساوا على موقع IMDb (الإنجليزية)
- مايا هيراساوا على موقع ميوزك برينز (الإنجليزية)
- مايا هيراساوا على موقع قاعدة بيانات الأفلام السويدية (السويدية)
- مايا هيراساوا على موقع أول ميوزيك (الإنجليزية)
- مايا هيراساوا على موقع ديسكوغز (الإنجليزية)